# Танагрик рудоголовий
Танагрик рудоголовий (Hemithraupis ruficapilla) — вид горобцеподібних птахів родини саякових (Thraupidae). Ендемік Бразилії.

## Опис
Довжина птаха становить 13-14 см, вага 13 г. У самців голова іржасто-червона, шия з боків жовта, груди оранжеві. Спина яскраво-оливкова, хвіст оливковий з чорнуватим відтінком, на кінці білий. Надхвістя червоне, крила оливкові з чорнуватим відтінком, махові пера сизуваті, нижні покривні пера крил білі. Плечі і боки сизуваті, живіт світло-сірий. Дзьоб жовтий, зверху чорнуватий. лапи сизі. Самиці мають переважно зелене забарвлення, нижня частина тіла у них білувата або кремова.

## Підвиди
Виділяють два підвиди:
- H. r. bahiae Zimmer, JT, 1947 — східна Бразилія (південно-східна Баїя);
- H. r. ruficapilla (Vieillot, 1818) — південно-східна Бразилія (від Мінас-Жерайсу і Еспіріту-Санту до Санта-Катарини).

## Поширення і екологія
Рудоголові танагрики живуть в кронах вологих атлантичних лісів, на узліссях і галявинах, в парках і садах. Зустрічаються на висоті до 1350 м над рівнем моря. Живляться плодами і комахами, зокрема личинками, яких шукають серед листя та на стовбурах дерев.